# 拉斯圖薩斯 (新墨西哥州)
拉斯圖薩斯（英語：Las Tusas）是位於美國新墨西哥州錫沃拉縣的普查規定居民點。

## 人口
根據2020年美國人口普查的數據，拉斯圖薩斯的面積為3.28平方千米，皆為陸地。當地共有人口253人，而人口密度為每平方千米77.13人。